# Jack Heaton
John Rutherford „Jack” Heaton (ur. 9 września 1908 w New Haven, zm. 10 września 1976 w Paryżu) – amerykański bobsleista i skeletonista. Trzykrotny medalista olimpijski.

## Kariera
Pierwszy sukces w karierze osiągnął w 1928 roku, kiedy zajął drugie miejsce w skeletonie podczas igrzysk olimpijskich w Sankt Moritz. Zawody te wygrał jego brat Jennison Heaton, a trzecie miejsce zajął Brytyjczyk David Carnegie. Na rozgrywanych cztery lata później igrzyskach w Lake Placid nie rozgrywano skeletonu, jednak Heaton wystartował w dwójkach bobslejowych, zajmując wspólnie z Robertem Mintonem trzecie miejsce. Brał także udział w skeletonie na igrzyskach olimpijskich w Sankt Moritz, ponownie zajmując drugie miejsce. Tym razem lepszy był tylko Włoch Nino Bibbia; trzecie miejsce zajął John Crammond z Wielkiej Brytanii.